# Владимир Набоков (политик)
Владѝмир Дмѝтриевич Набо̀ков (на руски: Владимир Дмитриевич Набоков) е руски юрист и политик от Конституционно-демократическата партия.
Роден е на 20 юли (8 юли стар стил) 1869 година в Царское село, Санктпетербургска губерния, в семейството на юриста и бъдещ министър на правосъдието Дмитрий Набоков. През 1891 година завършва право в Санктпетербургския университет, а от 1896 година преподава наказателно право в Императорското училище по юриспруденция. Един от основателите на Конституционно-демократическата партия, той е неин заместник-председател и е избиран за депутат. През април 1919 година, по време на Руската гражданска война, напуска страната и през 1920 година се установява в Берлин.
Владимир Набоков умира на 28 март 1922 година в Берлин, застрелян при политически атентат срещу Павел Милюков от монархиста Сергей Таборицки.